# Liste der Naturdenkmale in Affalterbach
| Naturdenkmale | Anzahl |
| ------------- | ------ |
| FND           | 3      |
| END           | 2      |
| Gesamt        | 5      |

Die Liste der Naturdenkmale in Affalterbach nennt die verordneten Naturdenkmale (ND) der im baden-württembergischen Landkreis Ludwigsburg liegenden Gemeinde Affalterbach. In Affalterbach gibt es insgesamt fünf als Naturdenkmal geschützte Objekte, davon drei flächenhafte Naturdenkmale (FND) und zwei Einzelgebilde-Naturdenkmale (END).
Stand: 30. Oktober 2016.

## Flächenhafte Naturdenkmale (FND)
| Name                            | Bild | Kennung     | Einzelheiten | Position | Fläche Hektar | Datum        |
| ------------------------------- | ---- | ----------- | ------------ | -------- | ------------- | ------------ |
| Ehem.Steinbruch bei der Mühle   | BW   | 81180010004 | Affalterbach | ⊙        | 0,2           | 2. Apr. 1993 |
| Gehölzstreifen mit Traubeneiche | BW   | 81180010005 | Affalterbach | ⊙        | 0,1           | 2. Apr. 1993 |
| Tümpel am Lemberg               | BW   | 81180010002 | Affalterbach | ⊙        | 0,2           | 6. Juli 1988 |
| Legende für Naturdenkmal        |      |             |              |          |               |              |

## Einzelgebilde (END)
| Name                     | Bild      | Kennung     | Einzelheiten | Position | Fläche Hektar | Datum        |
| ------------------------ | --------- | ----------- | ------------ | -------- | ------------- | ------------ |
| 1 Walnußbaum             | BW        | 81180010003 | Affalterbach | ⊙        | 0,0           | 2. Apr. 1993 |
| 1 Winterlinde            | ND rechts | 81180010001 | Affalterbach | ⊙        | 0,0           | 6. Juli 1988 |
| Legende für Naturdenkmal |           |             |              |          |               |              |